# كرايغ دوف
كرايغ دوف (بالإنجليزية: Craig Dove)‏ هو لاعب كرة قدم بريطاني، ولد في 6 أغسطس 1983 في هارتلبول في المملكة المتحدة. لعب مع روشدين ودايموندز وفوريست غرين ونادي تشستر سيتي ونادي ميدلزبره ونادي يورك سيتي.

## وصلات خارجية
- كرايغ دوف على موقع قاعدة بيانات كرة القدم.إي يو (الإنجليزية)
- كرايغ دوف على موقع Soccerbase.com (لاعب) (الإنجليزية)